# Martin Galíndez
Martin Galíndez (* 1547 in Haro; † 1627 in Rascafría) war ein spanischer Maler und Holzschnitzer.

## Leben und Wirken
Galíndez war ein Schüler des Malermönchs Vicente de Santo Domingo im Estrella-Kloster bei Logroño. Seit 1584 lebte er als Mönch und Klosteranwalt im Kartäuserkloster El Paular bei Segovia, wo er auch verstarb.
Zu seinen Werken als Maler zählen eine Rosenkranzmadonna, die er für das Gästezimmer im Paular-Kloster anfertigte, sowie eine Reihe von Anachoreten-Bildnissen für die Cap. de San Ildefonso. Für seine Klosterkirche schnitzte er einen Meßopfertisch, mehrere Chortüren u. a. Außerdem versuchte er sich als Kunstuhrmacher.